# Kilix
Kilix (altgriechisch Κίλιξ Kílix) ist eine Figur der griechischen Mythologie. Er wird in der antiken Literatur teils als der eponyme Heros der kleinasiatischen Landschaft Kilikien bezeichnet, was sprachwissenschaftlich jedoch zu bezweifeln ist.
Dem antiken Mythos zufolge ist Kilix ein Sohn des Agenor und der Telephassa. Er ist ein Bruder des Kadmos, des Phoinix und der Europa, nach mancher Überlieferung auch des Phineus. Er wird als Vater der Thebe und teilweise auch des Thasos genannt. Mit seinen Brüdern auf der Suche nach der Schwester Europa ließ er sich in der nach ihm benannten Landschaft nieder, wo er die Stadt Rhosos gründete. Sarpedon unterstützte ihn während eines Krieges gegen die Lykier, wofür er von Kilix einen Teil des eroberten Landes erhielt.
Herodot führte den Ursprung des Landschaftsnamens Kilikien auf Kilix zurück, den er als phönizischen Helden bezeichnet. Spätere Autoren, darunter Hyginus, übernahmen diese Deutung. Hyginus stellt einen Zusammenhang mit der Suchmission der Brüder der Europa her: Ihr Vater habe alle seine Söhne ausgesandt, um nach ihrer entführten Schwester zu suchen, aber keiner sei zurückgekehrt. Kilix habe sein Weg nach Kilikien geführt, das nach ihm benannt worden sei. Die moderne Sprachwissenschaft geht dagegen davon aus, dass die griechische Landschaftsbezeichnung Kilikia auf den luwischen Namen Ḫilika bzw. den in einem hethitischen Text belegten Hilikka zurückgeht. Somit handelt es sich bei den Ableitungen von Kilix wohl um eine spätere volksetymologische Rückprojektion.